# Carpodacus
Carpodacus Kaup, 1829 è un genere di uccelli passeriformi della famiglia dei Fringillidi.

## Etimologia
Il nome scientifico del genere, Carpodacus, deriva dall'unione delle parole greche καρπος (karpos, "frutto") e  δακος (dakos, "morditore"), col significato di "colui che morde i frutti", in riferimento alla dieta di questi uccelli.

## Descrizione
I carpodachi sono uccelli dall'aspetto slanciato, muniti di grande testa con grosso becco conico ma smussato e grandi occhi, ali di forma allungata e coda poco meno lunga delle ali e dalla punta lievemente forcuta. Il piumaggio varia a seconda della specie, pur presentando alcuni tratti comuni, ad esempio la presenza di rosso (principalmente su testa e petto, ma l'estensione del rosso è variabile a seconda della specie, con alcune specie di carpodaco quasi totalmente rosse) e il dicromatismo sessuale, che rende la presenza di tale colorazione rossa esclusiva dei maschi, mentre le femmine presentano colorazione più sobria e mimetica.

## Biologia
I carpodachi sono uccelli diurni e granivori, che all'infuori della stagione degli amori si muovono in stormi anche di notevoli dimensioni e si nutrono soprattutto di semi di piante erbacee e durante l'estate anche d'insetti: rigidamente monogami, durante la stagione riproduttiva vivono in coppie e sono territoriali, coi maschi che si dimostrano estremamente protettivi nei confronti delle femmine.

## Distribuzione e habitat
Il genere mostra distribuzione eurasiatica, con la maggior parte delle specie diffuse nell'area himalayana, ma con rappresentanti anche in Europa Centrale, Siberia, Medio Oriente ed Estremo Oriente.
Come intuibile dall'areale così vasto, le varie specie tendono ad adattarsi agli habitat più disparati, purché sia presente una congrua copertura vegetale e vi sia presenza di fonti d'acqua dolce permanenti.

## Tassonomia

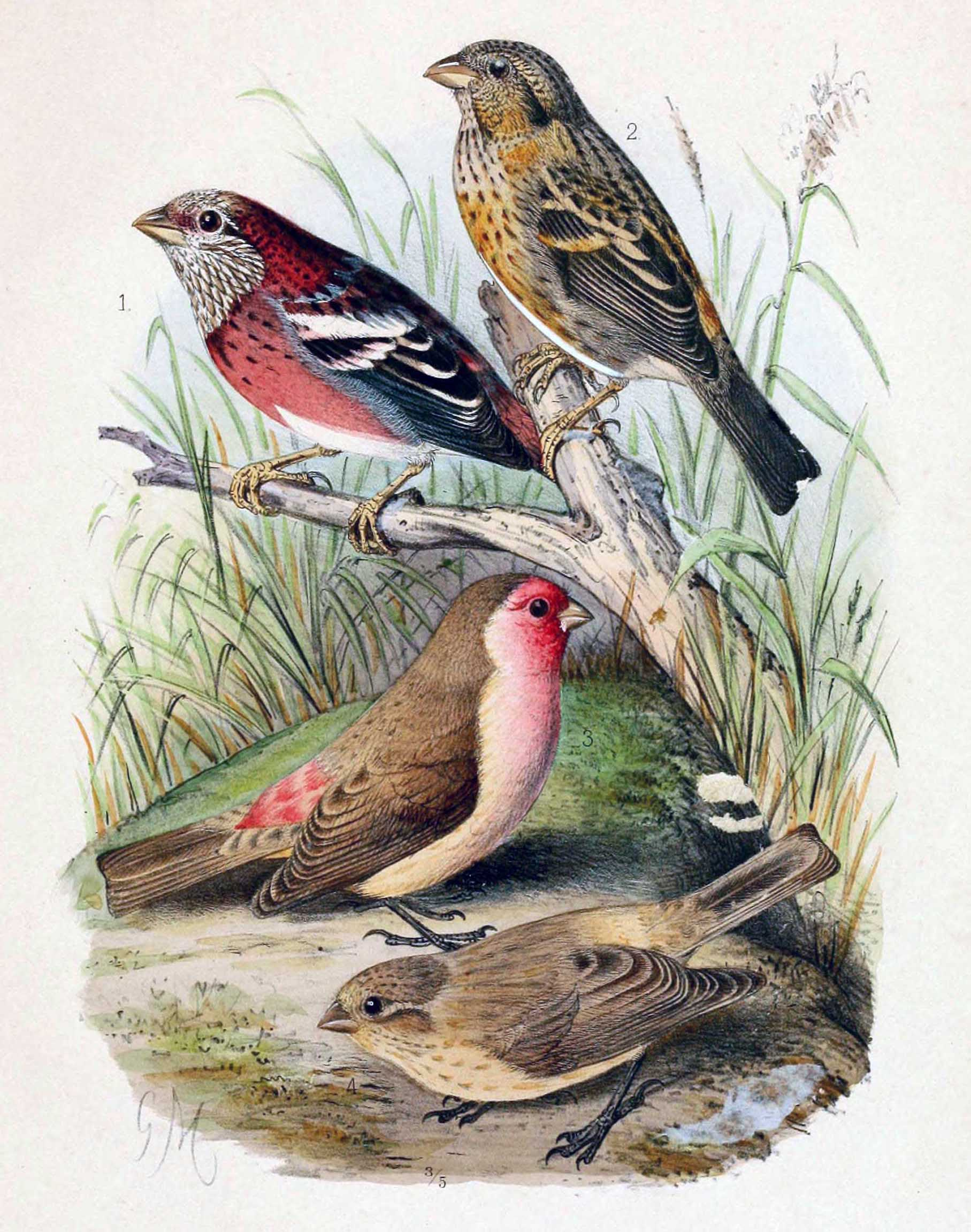
In alto coppia di C. trifasciatus
In basso coppia di C. stoliczkae.

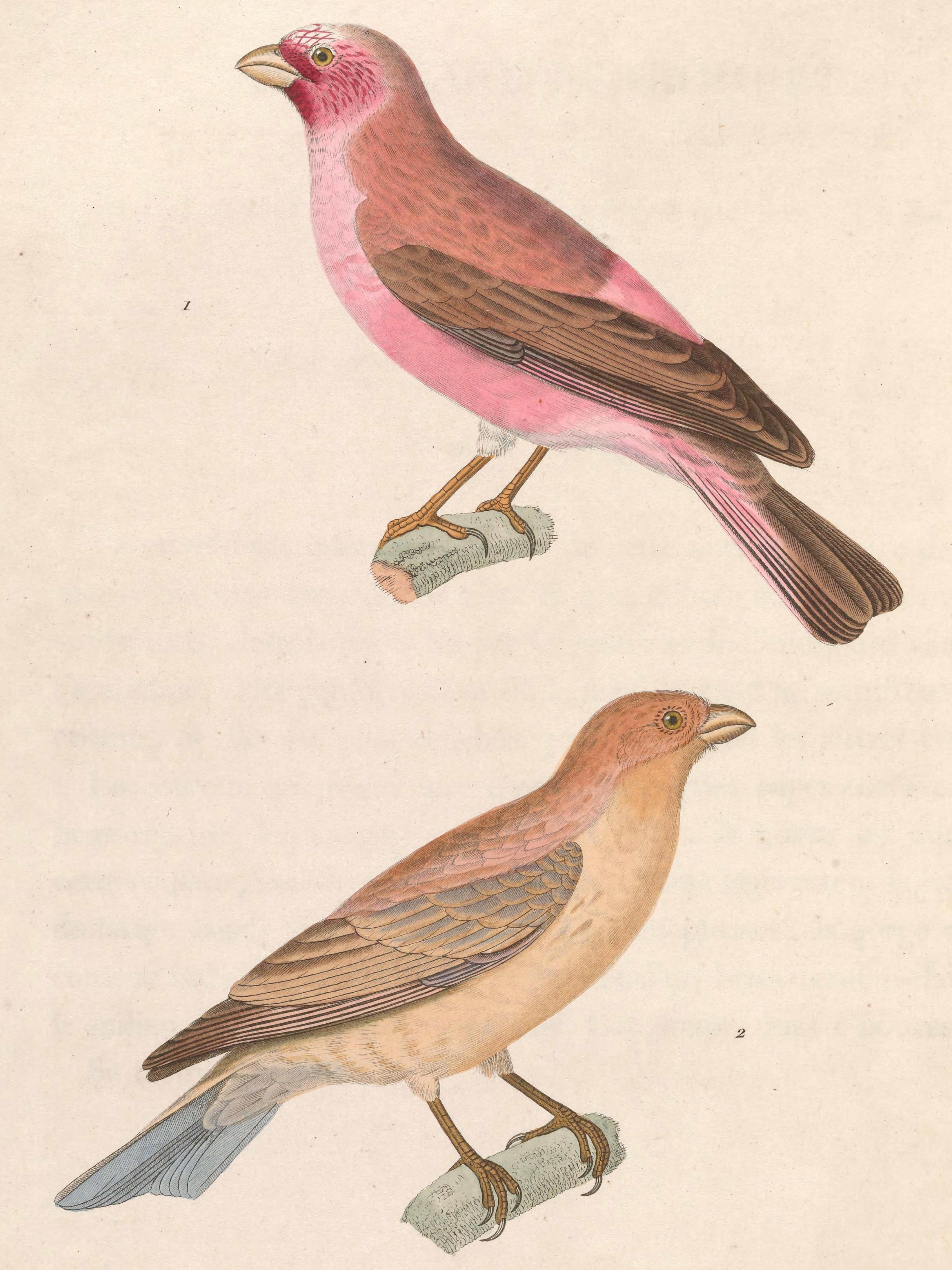
Coppia di C. synoicus.

Il genere, originatosi nell'area himalayana, ha subito una serie di radiazioni durante la sua storia evolutiva.
Al genere vengono ascritte ventisette specie:
- Carpodacus erythrinus (Pallas, 1770) - ciuffolotto scarlatto
- Carpodacus sipahi (Hodgson, 1836) - ciuffolotto fiammante
- Carpodacus ferreorostris (Vigors, 1828) - frosone delle Bonin †
- Carpodacus rubicilloides Przewalski, 1876 - carpodaco striato
- Carpodacus rubicilla (Güldenstädt, 1775) - carpodaco maggiore
- Carpodacus grandis Blyth, 1849 - carpodaco di Blyth
- Carpodacus rhodochlamys (Brandt, 1843) - carpodaco mantorosso
- Carpodacus pulcherrimus (Moore, 1856) - carpodaco magnifico himalayano
- Carpodacus davidianus Milne-Edwards, 1865 - carpodaco magnifico cinese
- Carpodacus waltoni (Sharpe, 1905) - carpodaco gropparosa
- Carpodacus rodochroa Vigors, 1831 - carpodaco cigliarosa
- Carpodacus edwardsii Verreaux, 1871 - carpodaco groppascura
- Carpodacus rodopeplus (Vigors, 1831) - carpodaco violaceo
- Carpodacus verreauxii (David & Oustalet, 1877) - carpodaco di Sharpe
- Carpodacus vinaceus Verreaux, 1871 - carpodaco vinaceo
- Carpodacus formosanus Ogilvie-Grant, 1911 - carpodaco di Taiwan
- Carpodacus synoicus (Temminck, 1825) - carpodaco del Sinai
- Carpodacus stoliczkae (Hume, 1874) - carpodaco pallido
- Carpodacus roborowskii (Przewalski, 1887) - carpodaco tibetano
- Carpodacus sillemi (Roselaar, 1992) - fanello montano di Sillem
- Carpodacus sibiricus (Pallas, 1773) - carpodaco codalunga
- Carpodacus roseus (Pallas, 1776) - carpodaco di Pallas
- Carpodacus trifasciatus Verreaux, 1871 - carpodaco trifasciato
- Carpodacus thura Bonaparte & Schlegel, 1850 - carpodaco cigliabianche dell'Himalaya
- Carpodacus dubius Przewalski, 1876 - carpodaco cigliabianche cinese
- Carpodacus puniceus (Blyth, 1845) - carpodaco pettorosso
- Carpodacus subhimachalus (Hodgson, 1836) - ciuffolotto dei ginepri

La tassonomia del genere è sempre stata piuttosto travagliata, specialmente negli ultimi tempi. Le più recenti analisi del DNA mitocondriale hanno riscontrato una sua polifilia, che ha portato a numerose modifiche, con accorpamenti, rimaneggiamenti e segregazioni:
- alcune specie filogeneticamente più lontane dal clade principale, talvolta considerate come generi a sé stanti, vengono accorpate a Carpodacus: è il caso del carpodaco scarlatto (Erythrina), del ciuffolotto fiammante (Haematospiza), del frosone delle Bonin (genere Chaunoproctus), del carpodaco codalunga (genere Uragus), del carpodaco del Tibet (genere Kozlowia), del ciuffolotto dei ginepri (genere Pyrrhospiza)[4];
- le tre specie di carpodachi nordamericani sono state ascritte a un proprio genere, Haemorhous, fra l'altro non appartenente alla tribù dei Carpodacini ma ai Carduelini[5];
- il carpodaco oscuro ed il carpodaco di Blanford, precedentemente ascritti al genere col nome di C. nipalensis e C. rubescens, sono stati spostati in due propri generi monospecifici, rispettivamente Procarduelis e Agraphospiza, appartenenti alla tribù dei Pyrrhulini;
- il fanello rosato di Sillem, inizialmente ascritto al genere Leucosticte col nome di L. sillemi, è stato spostato in Carpodacus[6];
- il carpodaco dal sopracciglio cremisi, ascritto al genere Pinicola o in un proprio genere monotipico Propyrrhula, viene accorpato a Carpodacus;
- viene sancita l'estraneità del fringuello di Przewalski dal genere, al quale viene talvolta ascritto, ed il suo spostamento in una propria famiglia monotipica, gli Urocynchramidae[7];

Le specie ascritte al genere appartengono alla tribù dei Carpodacini Bonaparte, 1853, nell'ambito della quale Carpodacus rappresenta l'unico appartenente: i Carpodacini sono molto vicini ai Drepanidini hawaiiani, che ne sono diretti discendenti.